# Ignaz Franz Platzer

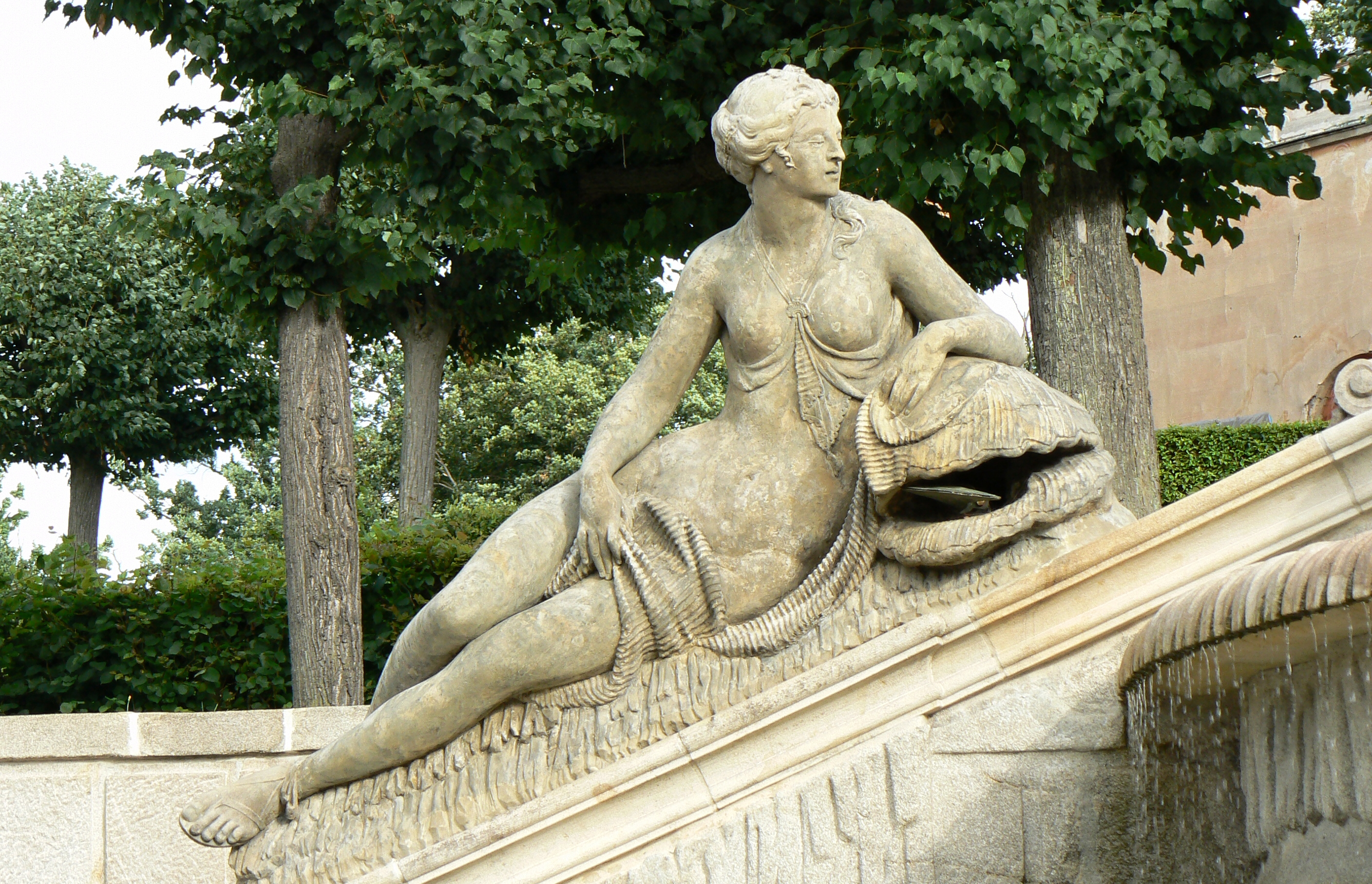
Dobříš, díszkút

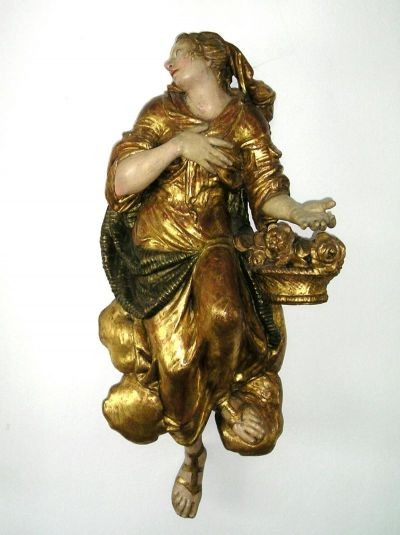
Árpád-házi Szent Erzsébet

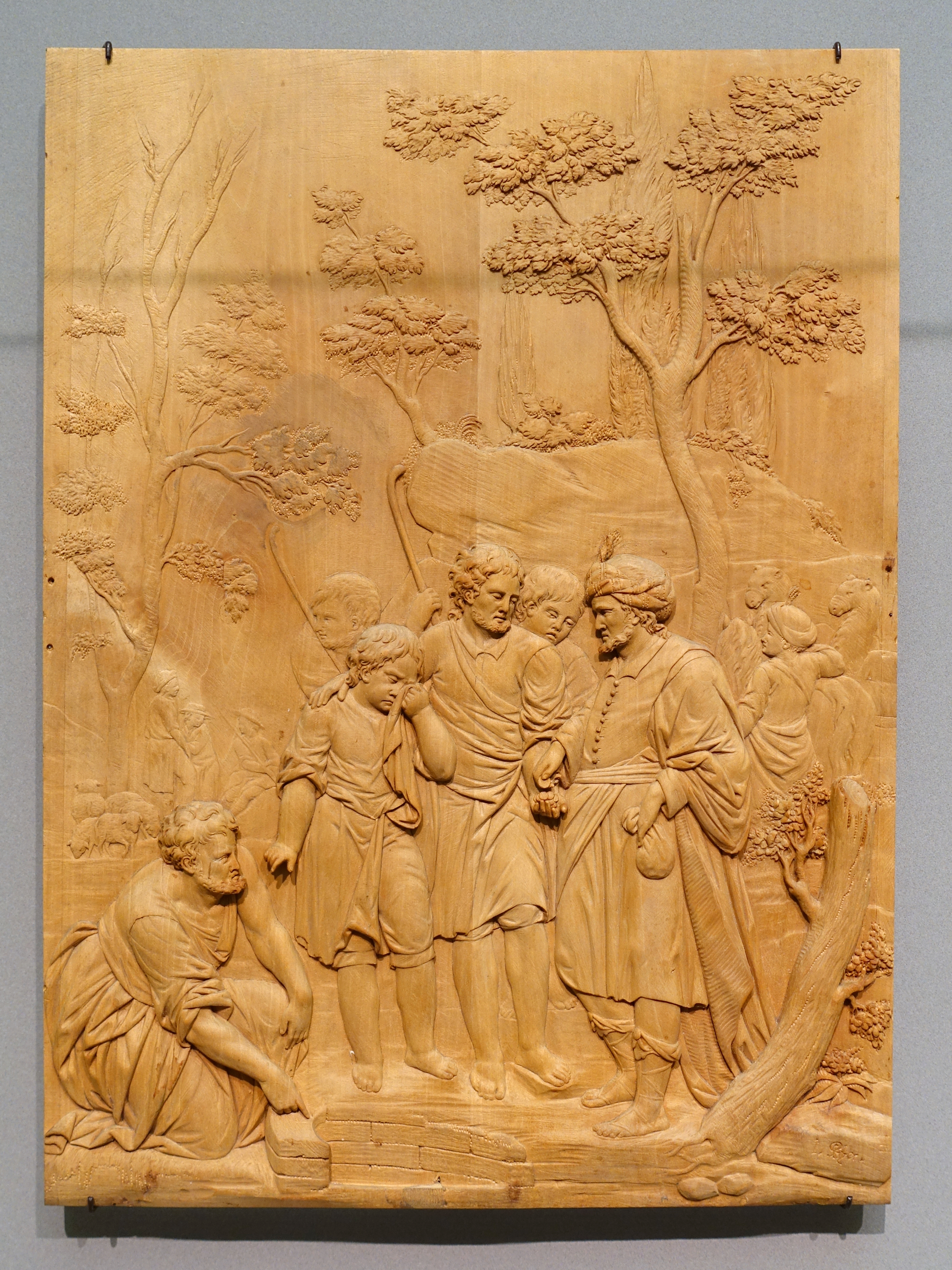
Józsefet eladják fivérei (1750–1775 között; Bode Múzeum, Berlin)

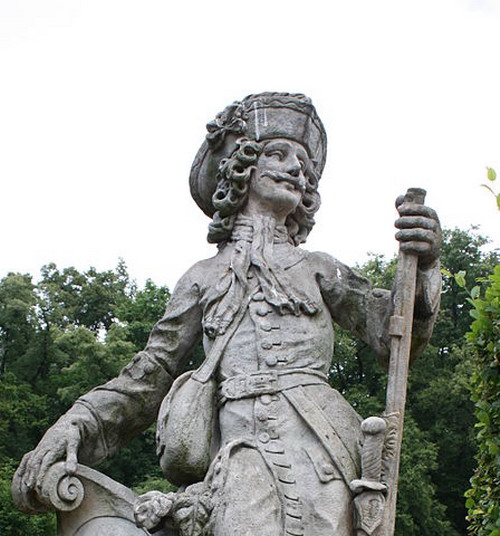
Mars

Az „idősebb Platzernek” is nevezett Ignaz Franz Platzer (Ignác František Platzer) (Plzeň, 1717. július 16. – Prága, 1787. szeptember 27. német-osztrák származású cseh építész, a késő barokk kiváló mestere, a Prága barokk arculatát meghatározó épületszobrászok egyike.

## Élete
Csehországi német kőfaragó fiaként született. Szülei még gyermekkorában áttelepültek Ausztriába. Szobrászatot a bécsi Művészeti Akadémián (Akademie der bildenden Künste) tanult, és pályakezdőként ott is dolgozott. 1744-ben Prágában települt le. Egy kőfaragó(?) lányát vette feleségül, és megalapította műhelyét, ami még jóval halála után is, egészen a 19. századig fennmaradt. A műhelyből messze földre szállítottak szobrokat, egyebek közt az ercsi Nagyboldogasszony-templomba is — Szentháromság-szoborcsoport (1967). Mária Terézia meghívására 1773-ban három kompozíciót faragott a schönbrunni kastély parkjába. Ezek olyan jól sikerültek, hogy a császárnő udvari szobrásszá nevezte ki.
Sírja Prágában, a Kisoldali temetőben (Malostranský hřbitov) tekinthető meg.
Két fiából ugyancsak művész lett:
- Platzer halála után a műhelyt Ignaz Michael Platzer (Ignác Michael Platzer, az „ifjabb Platzer”, 1757–1826) vitte tovább;[2] ő főleg épületszobrászként ismert;
- Josef Platzer (1751–1806) építészként, belsőépítészként és festőművészként is alkotott.

## Munkássága
Épületszobrászként számos egyházi és világi épületet díszített Prágában, illetve más cseh városokban. Önálló kompozíciói főleg mitológiai témájúak.

## Jelentősebb munkái (erősen hiányos)

### Bécsben
- a Kapucinusok templomában (Kapuzinerkirche) Vilma Amália császárné síremléke (1742),
- két szobor (Merkúr, a pásztor avagy a furulyázó Merkúr; Herkules) és egy szoborcsoport (Brutus és Lukrécia) a schönbrunni kastély parkjában.

### A prágai várban
- Két, harcoló gigászokat ábrázoló szoborcsoportjának másolatai állnak az Első udvar bejáratát őrző talapzatokon (1768) — ezeket (bizonyára a nevek hasonlósága okán) egyes források[3][4] az ifjabb Platzernek tulajdonítják (ő 1768-ban még csak 11 éves volt),
- A harmadik udvarban álló Sas kút (Orlí kašna) szobra (1762?). Az oszlopfő Niccolò Pacassi munkája; tetején a jóval későbbi gömbdíszt Jože Plečnik tervezte.
- az elnöki palotának a harmadik udvarra néző homlokzatát díszítő szobrok,
- A harmadik udvarának keleti oldalán álló régi királyi palota főkapuját díszítő puttószobrok,

### Prága egyéb részein
- a Kinský-palota homlokzatának szobrai
- a kisoldali Szent Miklós-templom főoltárának szobra
- a Hradzsinban, a Strahovi kolostorban a Nagyboldogasszony-templom főoltárának szobra,
- a Hradzsin téren az érseki palota homlokzatának díszítményei (1765)
- Nepomuki Szent János szobra
- Klementinum: puttó

### Csehország más városaiban
- Chudenice: Keresztelő János, szent Pál
- Dobříš: a díszkút szobrai

## Fordítás
- Ez a szócikk részben vagy egészben  a(z)   Платцер, Игнац Франтишек című orosz Wikipédia-szócikk ezen változatának fordításán alapul.  Az eredeti cikk szerkesztőit annak laptörténete sorolja fel. Ez a jelzés csupán a megfogalmazás eredetét és a szerzői jogokat jelzi, nem szolgál a cikkben szereplő információk forrásmegjelöléseként.